# Programma FRAM
Il programma FRAM (Fleet Rehabilitation and Modernization) fu un progetto della Marina militare statunitense di riconversione dalla flotta di cacciatorpediniere in unità antisommergibile.
Il programma, voluto dall'ammiraglio Burke, nacque per affrontare la minaccia rappresentata dai sommergibili di attacco rapido sovietici. La riconversione dei cacciatorpediniere si rese necessaria a causa dell'impossibilità per gli Stati Uniti di produrre ex novo un numero sufficiente di fregate antisommergibile, anche perché era stata data la priorità alla costruzione di altre unità come incrociatori e portaerei.
Per dotare le unità di un credibile armamento antisommergibile, la trasformazione principale riguardò l'utilizzazione di due nuovi sistemi: il razzo antisommergibili ASROC (Anti Subamarine ROCket), in grado di lanciare un siluro autoguidato in un raggio da uno a cinque miglia, e l'elicottero antisommergibile privo di pilota DASH (Drone anti-submarine helicopter) guidato dal ponte di volo e dalla Centrale Operativa di Combattimento in un raggio di 22 miglia. Sia l'ASROC che il drone utilizzavano siluri autoguidati Mk 44 o Mk 46, utilizzati dai nuovi lanciasiluri da 324mm MK 32 delle navi.
Gli aggiornamenti furono divisi in due fasi, con la fase FRAM I che riguardò esclusivamente la classe Gearing.
Gli ammodernamenti furono differenti, non solo relativamente alle classi navali, ma anche gli ammodernamenti FRAM MK I e FRAM MK II furono differenti tra navi della stessa classe.
Le unità della classe Gearing e poi della classe Allen M. Sumner furono parzialmente demolite e ricostruite nella sovrastruttura, con nuovi motori, una più moderna COC, nuovi sonar e nuovi sistemi radar.
Le modifiche FRAM, iniziate circa nel 1959, terminarono all'inizio degli anni sessanta e la maggior parte delle unità coinvolte nel programma rimase in servizio fino alla fine del decennio, mentre le unità cedute a marine di alleati degli Stati Uniti restarono in servizio fino agli anni novanta ed in qualche caso fino all'inizio del XXI secolo.
Del Programma FRAM facevano parte le modernizzazioni GUPPY III del programma GUPPY relativo ai sommergibili.

## FRAM MK I
La fase FRAM MK I vide la completa ricostruzione della sovrastruttura, revisione dell'apparato motore e dell'elettronica di bordo, con l'installazione di un nuovo radar di ricerca aerea e del radar di superficie SPS-10 e del sonar SQS-23; l'armamento vide la rimozione di uno dei cannoni da 127/38mm e l'installazione di una batteria di ASROC e nella zona poppiera la costruzione di una piattaforma di appontaggio per elicottero drone antisommergibile e del relativo hangar; una versione aggiornata dell'elicottero drone DASH rimase in servizio nella marina americana fino al maggio del 2006. I lavori di ammodernamento erano destinati ad aumentare la vita operativa delle unità di almeno otto anni.

### Gearing
I primi ammodernamenti del dopoguerra avevano riguardato alcuni Gearing che erano stati aggiornati per la ricerca antisommergibile a lungo raggio e classificati DDK (Hunter Killer Destroyer) e costituirono una sottoclasse denominata Classe Carpenter. Altri Gearing, convertiti per essere assegnati a compiti di scorta antisommergibile, vennero classificati Escort Destroyer (DDE) costituirono una sottoclasse denominata Classe Basilone. A partire dal 4 marzo 1950 anche i cacciatorpediniere DDK (Hunter Killer Destroyer) vennero riclassificati DDE, continuando a mantenere la loro sigla.
Dal 30 giugno 1962 la classificazione DDE venne abolita e tali unità vennero riclassificate cacciatorpediniere.
I cacciatorpediniere di squadra che vennero dotati di radar di scoperta aerea di più moderna concezione, furono invece riclassificati Destroyer Radar Picket (DDR) ed utilizzati come unità di allerta aerea avanzata. Si trattava di 36 unità della Classe Gearing, che tra il 1945 e il 1953 vennero riconvertite in unità di difesa aerea a lungo raggio per affrontare le nuove minacce aeree costituite dai caccia di nuova generazione. Durante questi lavori di conversione su tutte le unità della classe vennero installati i nuovi radar SPS-8 che trovarono posto sulla sovrastruttura posteriore risultando il radar troppo pesante per l'albero a tripode anteriore. Nello stesso tempo il radar originale SP venne rimpiazzato dal TACtical Air Navigation conosciuto anche come TACAN. Le unità che ricevettero questi ammodernamenti costituirono una sottoclasse denominata Classe Frank Knox.
I Gearing riammodernati furono in totale 95, con i primi 79 aggiornati con il programma FRAM MK I e 16, appartenenti alle sottoclassi Carpenter e Knox con il programma FRAM MK II
Il programma FRAM MK I venne sviluppato in due varianti, denominate A e B: il gruppo A vide la rimozione della torre binata da 127/38mm posteriore e l'installazione di due Hedgehogs posti lateralmente e due lanciasiluri tripli MK-32 a poppavia del secondo fumaiolo; le unità del gruppo B hanno mantenuto la torre binata da 127/38mm posteriore, mentre ad essere eliminata fu la seconda torre binata da 127/38mm di prua con l'installazione di due lanciasiluri tripli MK-32; delle unità della sottoclasse Carpenter, due vennero riammodernate secondo il programma FRAM MK I, mentre le altre sei secondo il programma FRAM MK II, con i Carpenter riammodernati secondo il programma FRAM MK I che mantennero solo una torre binata da 127/38mm, la prima di prua.
In tutte le unità riammodernate secondo il programma FRAM MK I fu installato a mezza nave un lanciarazzi ASROC, posizionato nello spazio tra i due fumaioli.

### Classe Mitscher
Le navi di questa classe, composta da quattro unità sperimentali, entrate in servizio tra il 1953 e il 1954 ricevettero alcuni degli aggiornamenti del Programma FRAM MK I. I lavori di ammodernamento vennero effettuati al Philadelphia Naval Shipyard ed iniziarono nell'aprile 1960. Nel corso dei lavori venne rimossa una parte dell'armamento per fare spazio alla piattaforma di appontaggio dell'elicottero DASH, per il cui alloggiamento venne costruito un hangar e vennero aggiunti sei tubi lanciasiluri da 324 mm MK 32 in due impianti tripli. Le navi vennero dotate di un nuovo sonar: USS Mitscher (DL-2) e USS John S. McCain (DL-3) vennero equipaggiati con il sonar SQS-23 comune alle altre FRAM, mentre USS Willis A. Lee (DL-4) e USS Wilkinson (DL-5) vennero equipaggiati con il prototipo del sonar SQS-26, per la cui installazione fu necessario allungare la prua di circa 23 metri.
Le prime due navi vennero successivamente trasformate in unità missilistiche con l'installazione di missili Tartar, la cui rampa di lancio venne collocata immediatamente a poppavia della piattaforma di appontaggio del DASH; su queste due unità che vennero dotate anche di un lanciarazzi ottuplo ASROC, per la cui installazione venne rimosso il cannone da 76mm Mk 26 prodiero, anche l'elettronica di bordo venne modificata, ma la conversione in unità missilistiche non diede i risultati auspicati e non venne fatta sulle altre due unità.

## FRAM MK II
La fase FRAM MK II, che avrebbe dovuto riguardare principalmente la classe Sumner, finì per interessare anche alcuni Gearing, delle sottoclassi Carpenter e Knox, con nuovi sistemi radar di ricerca aerea e di superficie, lanciasiluri MK 32, elicottero DASH e sonar a profondità variabile. Gli ammodernamenti FRAM MK II hanno riguardato anche tre cacciatorpediniere della Classe Fletcher.
I lavori di ammodernamento erano destinati ad aumentare la vita operativa delle unità di almeno cinque anni.

### Sumner
I cacciatorpediniere della Classe Sumner aggiornati nell'ambito del programma FRAM MK II, che non coinvolse tutte le unità, furono in tutto 33.
I Sumner mantennero le tre torri binate da 127/38mm, vennero dotati di ponte di volo e di un hangar per elicottero antisommergibile drone, mentre l'armamento antisommergibile vide l'installazione di due Hedgehog e sei lanciasiluri da 324 mm in due impianti tripli.
Il costo di questi ammodernamenti fu di $ 148.500.000.

### Carpenter e Knox
Nel 1960 tutte le Knox vennero sottoposte al programma di aggiornamento FRAM per essere riconvertite in unità antisommergibile, eccetto sei unità che vennero riammodernate secondo le specifiche del programma FRAM MK II rimanendo però cacciatorpediniere di allerta aerea a lungo raggio. Nel corso dei lavori le antenne radar vennero rimosse e sostituite con nuovi radar AN/SPS-10 e AN/SPS-40 che trovarono posto sulla sommità di un nuovo albero che sostituì l'albero a tripode originario. Tale modifica interessò tutte le unità della Classe Knox. Delle trentasei unità di questa sottoclasse, trenta ricevettero l'elicottero DASH, mentre le uniche a non imbarcarlo furono le sei unità di allerta aerea a lungo raggio; sulle unità che hanno imbarcato l'elicottero DASH, sulla sommità dell'hangar vennero installate le antenne del sistema ECM. Su tre delle sei unità DDR venne installato un radar di ricerca a lungo raggio SPS-30 che aveva un raggio di oltre 200 miglia; oltre a queste sei navi, altre quattro Knox vennero aggiornate al programma di ammodernamento FRAM Mk II, insieme ad altre sei Gearing, della sottoclasse Carpenter, mentre le rimanenti ventisei unità vennero aggiornate agli standard FRAM Mk I. Tutte le unità sottoposte al programma di aggiornamento FRAM Mk II, eccetto le sei rimaste cacciatorpediniere di allerta aerea, vennero dotate di sonar a profondità variabile.
Il costo di questi ammodernamenti fu all'epoca per i Knox di $ 200.100.000 per il programma di ammodernamento FRAM I e di $ 45.000.000 per il programma FRAM II, mentre per i Carpenter i costi furono di $ 15.400.000 per il programma di ammodernamento FRAM I e di $ 22.500.000 per il programma FRAM II.

### Fletcher
I Fletcher vennero dotati di un lanciarazzi Mark 108 ASW che andò a sostituire il secondo cannone da 127/38 mm di prora che venne collegato ad un nuovo sonar. Vennero anche rimossi i tubi lanciasiluri, sostituiti con due Hedgehog sulla tuga e vennero installati due cannoni da 76/50 mm montati a poppavia sul cielo della tuga.

## Cessione ad altre marine militari
Molte navi riammodernate dal Programma FRAM vennero successivamente cedute a Marine alleate degli Stati Uniti, nell'ambito del Mutual Defense Assistance Program.
Nell'insieme Argentina, Brasile (5 Sumner e 2 Gearing), Grecia (1 Sumner e 7 Gearing), Turchia, Taiwan ed altre marine vennero in possesso, specie durante gli anni settanta, di navi come queste, che vennero ulteriormente ammodernate, grazie al volume e alla stabilità degli scafi.
Le unità cedute all'estero vennero così distribuite:
- Armada de la República Argentina: 1 Gearing e 3 Sumner + 1 per essere cannibalizzato per parti di ricambio
- Brasile: 2 Gearing e 5 Sumner
- Armada de Chile: 2 Sumner
- Colombia: 2 Sumner
- Corea del Sud: 7 Gearing e 2 Sumner
- Ecuador: 1 Gearing
- Polemikó Nautikó: 7 Gearing + 1 per essere cannibalizzato per parti di ricambio e 1 Sumner
- Iran: 2 Sumner e 2 Gearing per essere cannibalizzati per parti di ricambio per i due Sumner
- Pak Bahr'ya: 6 Gearing
- Spagna: 5 Gearing
- Zhōnghuá Mínguó Hǎijūn: 15 Gearing e 12 Sumner
- Türk Deniz Kuvvetleri: 12 Gearing + 1 per essere cannibalizzato per parti di ricambio e 1 Sumner
- Venezuela Armada Nacional de Venezuela: 2 Sumner

### Grecia
La Grecia acquistò una nave della Classe Sumner e sette navi classe Gearing che erano state aggiornate agli standard FRAM MK I e FRAM MK II, con alcune di queste unità erano ancora in servizio negli anni novanta. Le navi greche vennero aggiornate con centrale di controllo NA-10, quattro missili Harpoon, un cannone da 76mm Compatto a poppa e una torretta Bofors da 40/70mm per la difesa antiaerea di punto, per una netta miglioria nelle capacità belliche in ogni aspetto, tranne forse in quello antiaereo.

### Turchia
Nel 1974, una nave turca classe Gearing, il Kokatepe, venne danneggiata gravemente da caccia connazionali che la scambiarono per una analoga nave della marina greca, durante l'invasione di Cipro. La nave venne sostituita da una nave gemella che venne ribattezzata con lo stesso nome.

### Argentina
L'Armada Argentina equipaggiò i suoi cacciatorpediniere FRAM con missili antinave MM.38 Exocet. Durante la Guerra delle Falkland il cacciatorpediniere argentino Hipolito Bouchard, venne silurato dal Conqueror, durante l'affondamento del Belgrano, e se la cavò in quanto il siluro non esplose, lasciando solo un'ammaccatura.

### Taiwan
La marina straniera in cui i cacciatorpediniere FRAM furono più numerosi fu quella di Taiwan. Gli Stati Uniti cedettero a Taiwan nell'ambito del Mutual Defense Assistance Program ben ventisette cacciatorpediniere FRAM, di cui 15 Gearing (più uno cannibalizzato per parti di ricambio) e dodici Sumner, che sottoposte ad ammodernamenti sono rimaste a lungo in servizio, alcune delle quali sino all'inizio del XXI secolo.
I programmi di ammodernamento hanno riguardato oltre i FRAM anche Fletcher; i cacciatorpediniere FRAM sono stati aggiornati in altri standard, costosi e necessari in quanto la nazione aveva difficoltà a trovare nuove unità d'altura a causa dell'ostilità della Cina su eventuali fornitori.
Le navi dopo gli ammodernamenti disponevano di un cannone Oto Melara da 76mm Compatto a prua, un sistema CIWS Vulcan Phalanx a poppa, 10 contenitori di lancio per missili SM-1 antiaerei e antinave, distribuiti sei a poppa e quattro a prua; i contenitori per i missili SM-1 sono stati necessari perché non era possibile installare sistemi come gli Mk 13, e non erano ancora disponibili i VLS Mk41, probabilmente abbastanza compatti per essere installati negli scafi.
I programmi di ammodernamento sono stati denominati Wu Jin I, Wu Jin II, e Wu Jin III e l'ultimo lotto era costituito da sette unità che sono state ritirate dal servizio tra il 2003 e il 2004.
- Yang: riguardò tre navi aggiornate con missili Gabriel e nuovi sensori, con limitato successo per l'integrazione del complesso.
- Wu Jin I: riguardò tredici navi con sistema di combattimento IAI Reshet israeliano, cannoni Mk 75 Compatto e Bofors 40/70mm e missili antinave Hsiung Feng da 40 km di gittata.
- Wu Jin II: riguardò quattro navi, che vennero equipaggiate con sistema di combattimento Honeywell H-930 Mod. 1, cannoni da 127 mm originari, moderni da 40 mm e 76 mm, missili antinave Hsiung Feng e missili SAM Sea Chaparral, lanciarazzi ASW ASROC per siluri da 324 mm, sistemi sonar a profondità variabile, sistema elettronico dell'industria taiwanese CSIST, con suite ECM/ESM e lanciarazzi per chaff flare e decoy.
- Wu Jin III: riguardò sette navi, con sistema di combattimento simile al precedente, radar olandesi DA.08 e STIR, radar americani di vario genere, sistemi di guerra elettronica Chang Feng della CSIST di fabbricazione nazionale.

Delle ventisette unità, diciassette hanno avuto anche un hangar per un minuscolo elicottero Hughes MD500 Defender, in versione antisommergibile: si tratta di un minuscolo elicottero ASW, con MAD, radar e 1-2 siluri Mk 44 o Mk 46, utili pure per azioni di designazione bersagli per missili antinave oltre l'orizzonte.

## Fine di un'epoca
Impiegate ampiamente con un gran numero di marine altrimenti prive di capacità di acquisire una flotta di navi moderne, le FRAM hanno operato per 50 anni e oltre in tutti gli oceani.
Anche se queste navi sono state oramai per lo più rottamate, esse hanno dimostrato quanto i loro robusti e capaci scafi fossero aggiornabili, con una maggiorazione notevole della loro efficacia complessiva. La loro stazza e robustezza lo consentivano, ed esse hanno implementato una serie di ammodernamenti importanti, anche se la mancanza di spazio per lanciamissili antiaerei moderni le ha rese solo una soluzione parziale per le esigenze operative moderne.
Questi bastimenti non erano in assoluto i più potenti e grandi cacciatorpediniere, ma un eccellente compromesso per esigenze diverse (per esempio, i cannoni, non eccessivamente potenti, potevano però essere usati in ruolo anche antiaereo), che dimostrava una dose di pragmatismo notevole nel redigere le specifiche operative, che resistettero alle tentazioni di gigantismo insite nei miglioramenti ai progetti.
Furono questi gli ultimi cacciatorpediniere convenzionali statunitensi, che aprirono la strada alla successiva generazione di cacciatorpediniere lanciamissili.